# Pedro Salinas (periodista)
Pedro Eduardo Salinas Chacaltana (Lima, 19 de julio de 1963) es un periodista y escritor peruano. Condujo y dirigió diversos programas de radio y televisión. Es autor de varios ensayos periodísticos sobre política y periodismo, bajo un enfoque liberal, así como de un par de obras de ﬁcción.
En 1994 obtuvo, junto a César Lévano, el Premio Nacional de Periodismo y Derechos Humanos.  Actualmente es columnista habitual del diario La República y realiza entrevistas para su canal en Youtube, Rajes del oficio, y para la plataforma de streaming de La Mula.

## Biografía
Fue integrante del Sodalicio de Vida Cristiana. Tras su salida se inició en el periodismo en la sede del diario El Comercio. También trabajó en el diario Expreso.
En 2001 entró a Red Global para conducir su propio programa informativo. Posteriormente entró a Correo, en que fue demandado por realizar investigaciones en un municipio de Juliaca.
En los años 2010 creó su blog «La voz a ti debida», del portal La Mula, fundado por Marco Sifuentes. El blog incluyó críticas a José Antonio Eguren, entonces arzobispo de Piura.
A la par, en el año 2015, el periodista publicó el libro Mitad monjes, mitad soldados con la investigación que llevó a cabo sobre los abusos sexuales físicos y psicológicos perpetrados por el Sodalicio de Vida Cristiana. La acusación posterior del periodista contra esta organización fue de crear un sistema de abusos físicos, psicológicos y sexuales, y denunció al obispo Eguren de ser el personaje clave de una trama de tráfico de tierras realizas en la señalada región.
Entre 2017 y 2022, redactó El caso Sodalicio, que se presentó en cinco volúmenes.
En 2024, visitó al papa Francisco junto a Paola Ugaz.
En 2025, escribió el libro La verdad nos hizo libres, una crónica en la que describe con todo detalle la investigación del Sodalicio de Vida Cristiana e incluye archivos inéditos y comentarios sobre la visita del papa Francisco. Ese mismo año participó en la nueva etapa de La Mula Stream, presentando el pódcast Después de todo en el mencionado canal.

## Publicaciones
- La verdad nos hizo libres - 2025 - Debate
- Sin noticia de Dios - 2022 - Autoedición
- El caso Sodalicio. Vol. 5 - 2022 - Autoedición
- El caso Sodalicio. Vol. 4 - 06/08/2019 - Planeta
- El caso sodalicio Vol. 3 - 15/10/2018 - Planeta
- El caso Sodalicio II - 24/11/2017 - Planeta
- El caso Sodalicio - 25/02/2017 - Planeta
- Mitad monjes, mitad soldados - 15/11/2016 - Planeta (en coautoría con Paola Ugaz)
- Al diablo con Dios - 25/07/2014 - Planeta
- Rajes del oficio 2 - 2008 - Planeta
- Rajes del oficio 1 - 2007 - Planeta
- Humaladas - 2006 - Jaime Campodónico
- Mateo Diez - 2002 - Jaime Campodónico